# История Лудзы
Точное время основания города Лудза неизвестно. Официальная версия о первом упоминании Лудзы в письменных источниках основана на сочинении русского историка Н. М. Карамзина «История государства Российского», где он соотносил современный ему город Люцин с Лючиным, упомянутым в Ипатьевской летописи под 1174 годом (6681 год от «сотворения мира»). Летопись сообщает, что в этом году в Лючине у князя Рюрика Ростиславовича родился сын Михаил. В честь этого князь дал город сыну в вотчину и построил храм в честь Святого Михаила. Однако в этом же сочинении Карамзин противоречит самому себе, упоминая Лучин как город в Смоленском княжестве.

## Люцин под властью Ливонии
Начало католической христианизации на территории современной Латвии было положено во второй половине XII века, с прибытием каноника ордена Святого Августина Мейнарда фон Зегеберга в устье реки Двины на земли, заселённые ливами и получившими название Ливонии. В 1202 году епископ Риги Альберт объявляет Ливонию территорией, находящейся под особым покровительством Матери Божьей (лат. Terra Mariana — Земля Марии). С 1207 года «Земля Марии» — вассальное княжество в составе Священной Римской империи.
В 1202 году аббатом цистерианского монастыря Св. Николая в Дюнамюнде Теодорихом Торейдским было основано Братство воинов Христа Ливонии (лат. Fratres miliciae Christi de Livonia), известное как Орден меченосцев (нем. Schwertbrüderorden).
В мае 1237 года во временной резиденции папы Григория IX в итальянском городе Вите́рбо произошло слияние потерпевшего поражение в битве при Сауле 22 сентября 1236 года Ордена меченосцев и Тевтонского ордена. Возникшее в Ливонии ландмейстерство Тевтонского ордена (в русской историографии более известное как Ливонский орден) завершило в XIII веке завоевание территории Лотыголы (рус. Лотыгольская земля, латыш. Lotigola, латг. Lotygola), постройкой орденских замков. Время постройки Лудзенского замка доподлинно неизвестно. Наиболее поздней возможной датой возведения, основанной на вытеснении кирпичом камня как основного строительного материала, называется 1399 год (ландмейстером Веннемаром фон Брюггенеем, нем. Wennemar von Brüggenei).
После создания в 1435 году Ливонской конфедерации (как результата поражения Ливонского ордена 1 сентября 1435 года в битве под Вилькомиром), включавшей в себя Ливонский орден, Рижское архиепископство, Дерптское, Эзель-Викское и Курляндское епископства, Люцин остался во владении Ливонского ордена вплоть до его ликвидации в 1561 году.
В 1481 году войска Великого князя Московского Ивана III Васильевича (Ивана Великого) вторглись в Ливонию в ответ на осаду Пскова годом ранее Ливонским орденом. Люцинский замок был разрушен. Лишь в 1525 году, ввиду нормализации отношений, Ордену удалось его восстановить. Однако в 1552 году замок вновь был разрушен русскими войсками под предводительством воеводы, князя Григория Ивановича Тёмкина-Ростовского.

## Люцин в Ливонскую войну
В сентябре 1557 года в литовском местечке Посволь между Великим княжеством Литовским и Ливонской конфедерацией был подписан ряд договоров (Посвольский мир), которые обычно рассматриваются как грубое нарушение условия русско—ливонского мирного договора 1554 года о запрете Ливонии вступать в военный союз с Великим княжеством Литовским. Некоторые историки полагают, что именно заключение этих договоров стало поводом для начала Ливонской войны (1558—1583) царём Иваном Грозным.
Русское царство начало войну с ослабленной внутренними проблемами Ливонской Конфедерацией с вторжения 40-тысячной армии под командованием казанского хана Шах-Али (тат. Şahğali) в январе — феврале 1558 года. В результате последовавших за ним ещё более успешных походов Ливония потеряла обширные территории и людские ресурсы, что вынудило её искать помощи у своих союзников.
В мае 1559 года, во время очередного перемирия (которое продлилось с марта по ноябрь), коадъютор Ливонии Готхард фон Кеттлер (Gotthard von Kettler) отправился в Вену к императору Священной Римской империи Фердинанду I в надежде на помощь, но не нашёл понимания. Возвращаясь через Великое княжество Литовское, ему с трудом удалось убедить короля Польши и Великого князя Сигизмунда II Августа изменить условия Посвольского мира и подписать с ним 31 августа 1559 года в Вильне договор с обещанием защищать Ливонию против русских, за что королю, среди прочего, были заложены несколько орденских замков, в том числе Лудзен.
По данным ревизии 1599 года, в местечке, возникшем возле замка, было 24 дома, хозяевам которых вменялось в обязанность иметь саблю и мушкет с достаточным запасом пороха и пуль, чтобы, в случае необходимости, принять участие в защите замка. За это они были наделены землёй под свои усадьбы, огородами и полями. Кроме того, им была дарована вольность не платить налоги Речи Посполитой и замку в течение девяти лет, срок которой истекал в 1599 году, но по просьбе старосты Люцина она была продлена на пять лет. В местечке была корчма, в которой производились на продажу пиво и солод для хлебного вина (водки), что приносило 40 злотых годового дохода.
После пленения в августе 1560 года русскими войсками ландмейстера Иоганна Вильгельма фон Фюрстенберга в столице Ливонского ордена Феллине (нем. Fellin, совр. Ви́льянди, Эстония), ландмейстерство перешло к Готхарду фон Кеттлеру, который в ноябре 1561 года заключил с Сигизмундом II Августом в Вильне Виленскую унию. В соответствии с этим договором Ливонская конфедерация упразднялась; на части земель Ливонского ордена образовывалось Герцогство Курляндское и Семигальское, а остальная часть (включая Люцин) отходила к Великому княжеству Литовскому.
В 1566 году на этой территории было образовано Задвинское герцогство, до заключения Люблинской унии в 1569 году бывшее провинцией Великого княжества Литовского, а после образования Речи Посполитой — под совместным управлением Польши и Литвы. Немецкий Ludsen сменил название на польский Lucyn.
В ходе Ливонской войны в Люцин прибыл польский король Стефан Баторий. Он приказывает замок укрепить и разместить в нём тысячный гарнизон.
В июле (по другим данным — в августе) 1577 года Люцин (русские называли город Лужа) без боя заняли войска под личным командованием Ивана Грозного. Парламентёры командира немецкого гарнизона крепости Юргена фон Олденбокума (Jürgen von Oldenbokum) заявили Иоанну, что «за Стефаном быти не хотели и ему не присягнули и по се время, а надеялись на Государя, что их Государь пожалует под сильную руку возьмёт для того, что Лифлянская земля вотчина государева». Иоанн приказал отправить гарнизон с семьям в Москву и «разобрав, устроить поместьми и деньгами; а которые пригодятся в пушкари и в стрельцы, и тех устроить жалованьем денежным и хлебным». Воеводой крепости был назначен Григорий Фёдорович Колычёв-Гуща.
В 1581 году Стефан Баторий, возвращаясь из похода на Псков, подошёл к Люцину. На требование сдачи крепости последовал отказ — гарнизон замка открыл огонь по подъехавшим к воротам королевским парламентёрам. Стефан Баторий от штурма замка отказался.
15 января 1582 года в деревне Киверова Гора между Речью Посполитой и Российским государством был заключён Ям-Запольский мир, завершивший Ливонскую войну. Люцинский замок (arx Luza, Луза)  был возвращён Речи Посполитой, в составе которой находился до 1772 года.

## Люцин в составе Речи Посполитой
После заключения Ям-Запольского мира Люцин стал частью созданного Речью Посполитой Венденского воеводства, фактически прекратившего своё существование к 1620 году вследствие поражения Польши в войне со Швецией в 1600—1629 годах. В 1629 году сохранённая за Речью Посполитой территория Венденского воеводства получила название Инфлянтского воеводства, или Польских Инфлянт, территория которого делилась на пять трактов (польск. trakt): Динабургский, Режицкий, Мариенхауский, Пилтинский и Люцинский (польск. trakt lucyński) с центром в Люцине.
Находясь в составе Речи Посполитой, с 1582 по 1772 годы Люцин дважды становился ареной боевых действий.
В 1625 году, во время очередной польско-шведской войны, по приказу генерал-губернатора Шведской Ливонии Якоба Делагарди крепость занял отряд полковника Ханса фон Врангеля (Hans von Wrangel, 1588—1663) — ливонского немца на шведской службе. В присоединённой к шведским владениям крепости некоторое время размещалась ставка шведского короля Густава II Адольфа. В сентябре 1629 года в деревне Альтмарк (нем. Altmark; совр. Стары-Тарг, Польша) между Швецией и Речью Посполитой было заключено Альтмаркское перемирие сроком на 6 лет. По этому договору Речь Посполитая вернула себе Инфлянты, включая Люцин.
В очередной раз Люцин пострадал от военных действий в ходе русско-польской войны 1654—1667 годов. Война началась в 1654 году после решения Земского собора Российского государства поддержать восстание гетмана Войска Запорожского Богдана Хмельницкого против Речи Посполитой и исполнить решение, принятое Земским собором годом раньше, о подданстве запорожских казаков московскому царю.
Во время Государева похода 1654 года русского царя Алексея Михайловича Люцинский замок был осаждён отрядом воеводы Льва Андреевича Салтыкова в октябре и взят штурмом в конце ноября лишь после подхода подкреплений и взрыва подкопа, разрушившего часть стены крепости. Люцин оставался под властью Российского государства до подписания Андрусовского перемирия в 1667 году, завершившего русско-польскую войну 1654—1667 годов возвращением захваченных Польских Инфлянт Речи Посполитой.
В 1678 году Сеймом Речи Посполитой в Гродно была учреждена специальная комиссия (известная как Гродненская комиссия), в задачу которой входило выяснение состояния католицизма в Латгалии и содействие в её рекатолизации.
На основании выводов комиссии Варшавский Сейм Речи Посполитой 1683 года указом короля Яна III Собеского велел Люцинскому старосте построить римско-католический костёл (строительство которого было закончено весной 1686 года) и плебаний (жилой дом и хозяйственные постройки для нужд плебана — католического приходского священника).
Есть доводы в пользу существования католического костёла и до 1686 года: в люстрации (подробном описании государственного имущества с указанием доходов, численности народонаселения и прочего для финансовых, военных и иных целей) Люцинского замка 1599 г. упомянут небольшой деревянный костёл (Kościółek), построенный старостой Люцина на месте сожжённой русскими в 1654 году лютеранской кирхи).
1765-м или 1768 годом датируется первое захоронение на еврейском кладбище Люцина (в то время это место находилось за городской чертой): по обвинению в осквернении христианской веры решением самосуда был сожжён на костре деревенский портной Моше бен Давид.

## Люцин в составе Российской империи
В феврале 1772 года в Вене была подписана конвенция о разделе Речи Посполитой между Прусским королевством, Австрийской и Российской империями. По именному указу Императрицы Всероссийской Екатерины II от 16 августа 1772 года данному графу З. Г. Чернышёву «О принятии под Российскую державу уступленных от Польши провинций…» было велено между 1 и 7 сентября 1772 года ввести войска на присоединяемые территории, дабы воспрепятствовать возможному неповиновению населения и обеспечить беспрепятственный переход под российский суверенитет с опубликованием Плаката (о присоединении к Российской империи) от имени генерал-губернатора и назначением сроков и людей к принятию присяги на верность новому Отечеству.
На тот момент в Люцине проживало 195 мещан (в основном католиков) и 32 еврея (присутствие евреев выделялось особо).
По именному указу Сената от 23 октября 1772 года «О присоединении к Российской империи от Речи Посполитой польских земель и о разделении оных на две губернии: Псковскую и Могилевскую» местечко Люцин Люцинского уезда стало частью Двинской провинции Псковской губернии.
По именному указу, данному Сенату Екатериной II от 24 августа 1776 года «Об открытии Полоцкой и Псковской губерний» повелевалось Псковскую губернию переименовать в Полоцкую, составной частью которой стал Люцинский уезд.
22 марта 1777 года именным указом, данным Сенату «Об учреждении Могилёвской губернии из 12, а Полоцкой из 11 уездов», подписанным Екатериной II, местечко Люцин получило статус города.
21 февраля 1778 года Именным указом, объявленным Сенату «О Высочайше утверждённых планах двадцати двум городам Могилёвского и Полоцкого наместничеств», город Люцин получил первый официальный городской план.
21 сентября 1781 года Высочайше утверждённым докладом Сената «Об утверждении гербов городам Полоцкого наместничества» был утверждён герб города Люцин, созданный герольдмейстером, действительным статским советником А. А. Волковым.
В 1784 году к городу было приписано 1491 жителей (803 мужчины и 688 женщин). Из них 981 были евреями (65,8 % численности населения города).
Вступивший на престол в ноябре 1796 года Император Всероссийский Павел I именным указом от 12 декабря 1796 г., данным Сенату «О новом разделении Государства на губернии», объявил о создании Белорусской губернии, частью которой стал Люцинский уезд.
Указом Правительствующего Сената Российской империи от 27 февраля 1802 года «Об учреждении губерний Малороссийских: Черниговской и Полтавской и Белорусских: Могилёвской и Витебской», подписанным Императором Всероссийским Александром I, Люцинский уезд стал частью Витебской губернии.
В 1833 году на втором этаже присутственного корпуса управления уездного начальства во временной церкви начал действовать постоянный православный приход Люцина с 496 прихожанами.
В 1864 году в Люцине проживало 3521 жителей, принадлежавших к следующим религиозным конфессиям: 1200 католиков, 37 протестантов, 54 старообрядца, 416 православных и 1778 иудеев. В городе была православная церковь, католический костёл, две каплицы, протестантский собор, синагога, четыре еврейские ешивы. Из 518 домов города только три были каменными. В городе действовали 48 лавок, 11 харчевен, больница на 30 кроватей. Городские земли составляли 826 десятин. Городской доход в 1862 году был 1, 825 рублей. Большая часть населения (до 400 жителей) была занята сельскохозяйственными промыслами. В 119 мастерских работали 163 ремесленника. 344 жителя были заняты работами вне города. В 1861 году в городе действовали два кожевенных завода, на которых было выделано кож на 1, 640 рублей. Городская торговля велась, в основном, для удовлетворения повседневных нужд жителей; некоторые купцы занимались скупкой выращиваемого в уезде льна и льняного семени для продажи в Риге. В 1864 году жителям было выдано 370 торговых свидетельств, из них 29 — купцам 2-й гильдии, 5 приказчичьих, 159 разрешений на мелочной торг, 13 на разносный, 7 на развозной и 157 разрешений на мещанские промыслы. Большая часть купцов торговала вне города — в 1862 году из 30 купцов, заявивших властям о своих капиталах, в городе вели торговлю лишь 11. Еженедельно по воскресеньям, средам и пятницам проводились базары. Два раза в год проводились ярмарки — 2 февраля (Сретение Господне) и 15 августа (Успение Пресвятой Богородицы). Кроме того, проводились торжки 6 января (Крещение Господне), 15 октября (Дмитриевская родительская суббота) и в Вербное воскресенье.
Увеличение численности лютеран в Люцине во второй половине XIX века вследствие политики поощрения приобретению земель лютеранскими переселенцами из Лифляндии у неблагонадёжных, с точки зрения властей Российской империи, поляков — католиков Латгалии, поддержавших Польское восстание 1863 года, вызвало потребность в строительстве кирхи. Землю для строительства в Люцине пожертвовал этнический немец по фамилии Бекер (Beker). В письменных источниках приводятся разные даты возведения деревянной кирхи (с 1844 по 1864), сгоревшей в 1866 году. На том же месте в 1872 году была построена кирпичная кирха, существующая и по сей день.
В 1883 году люцинским евреем Хаимом Суэром был открыт первый в Люцине книжный магазин, при котором в 1884 году открылась первая люцинская библиотека, в 1888 году насчитывавшая в своих фондах 1116 книг при 44 читателях, из них 38 были мужчинами и 6 женщинами.
По данным 1887 года в Люцине было 5460 жителей обоего пола, численность которых по сословиям была следующей: 4466 мещан (2177 мужчин и 2289 женщин), 586 лиц военного звания (298 мужчин и 297 женщин), 143 крестьянина (73 мужчины и 70 женщин), 95 купцов (45 мужчин и 50 женщин), 126 дворян (69 мужчин и 57 женщин), 11 лиц православного духовенства (5 мужчин и 6 женщин), 2 лица римско-католического духовенства, 2 еврейских священнослужителя, 7 иностранных граждан (5 мужчин и 2 женщины). Среди них было 13 почётных граждан (6 мужчин и 7 женщин). По вероисповеданию более всего было иудеев — 2,403 (1,201 мужчин и 1,202 женщины), 1,913 католиков (988 мужчин и 925 женщин), 1,006 православных (529 мужчин и 477 женщин), 111 раскольников (56 мужчин и 55 женщин) и 27 лютеран (16 мужчин и 11 женщин).
По данным Всеобщей переписи населения Российской империи 1897 года, в Люцине проживало 5140 жителей (2426 мужчин и 2714 женщин), в том числе евреи — 2 801, белорусы — 1 151, русские — 678, латыши — 237, поляки — 228.
В конце XIX — начале XX века в Лудзе было два кожевенных завода, фабрика колёсной мази, обработки овчин, мыловаренная и казеиновая. мастерские шорных изделий, содовой воды, бондарная и слесарная. На них было занято 159 рабочих.
В 1898 году акционерное общество «Московско-Виндаво-Рыбинская железная дорога» во исполнение Высочайшего Указа российского императора Николая II от 1897 года начало работы по прокладке железной дороги от Москвы до города-порта на побережье Балтийского моря Виндавы. В соответствии с планом строительства на расстоянии одной версты от города Люцин была построена железнодорожная станция, начавшая работу с пуском в эксплуатацию участка полотна от Москвы до Крейцбурга (совр. Крустпилс) в сентябре 1901 года.
С началом строительства железной дороги вблизи Люцина в город стали прибывать старообрядцы, так или иначе связанные с её постройкой. До этого малочисленное старообрядческое население города (в 1883 году в Люцине проживало 36 старообрядцев, в 1843 году — 62) довольствовалось отправлением служб в расположенной вблизи города Арканской моленной, но возросшему числу прихожан стала необходима собственная моленная, под которую организованное в 1900 году Люцинское староверческое общество начало арендовать частный дом, ставший к 1903 году уже тесным (в 1902 году в городе насчитывалось 93 староверческие семьи). Для строительства собственного молитвенного дома была создана инициативная группа в лице М. Г. Носарева, И. Л. Большакова, К. В. Добрынина и Я. Н. Никитина (за несколько дней собравшая необходимые 1600 рублей золотом), и уже в 1905 году была освящена Люцинская моленная во имя Благовещения Пресвятой Богородицы. В этом же году было основано городское староверческое кладбище. В 1912 году Люцинская община Старопоморского согласия насчитывала 738 прихожан при одном наставнике. В 1921 году приход насчитывал 489 прихожан, в 1940 году — 549. В 1922 году моленная сгорела и была отстроена на новом месте лишь в 1929 году ввиду финансовых и организационных проблем.
12 марта 1917 года в Петрограде, сразу после победы Февральской революции, Латгальским обществом помощи жертвам войны (латыш. Latgaliešu kara upuru palīdzības biedrība, латг. Latgalīšu bīdreiba paleiga kara upurem) были организованы дебаты об отделении Двинского, Режицкого и Люцинского уездов, большинство населения которых составляли латыши и латгальцы, от Витебской губернии и воссоединении этих трёх латгальских уездов с двумя другими историческими областями проживания латышей — Видземе и Курземе. Большинство делегатов (43 за, 23 против) проголосовало за проведение в апреле 1917 года в Режице объединительного съезда. 26 и 27 апреля 1917 года в Режице состоялся Первый Латгальский латышский конгресс, который постановил, что латыши Курземе, Видземе и Латгале являются единым народом, и что Латгалия, являясь неотъемлемой составляющей частью Латвии, имеет при этом право на автономию, ввиду ряда причин культурно-исторического развития.
9 августа Временное правительство под председательством А. Ф. Керенского постановило назначить выборы во Всероссийское Учредительное собрание на 12 ноября, а созыв Учредительного собрания — на 28 ноября 1917 года.
Выборами во Всероссийское Учредительное собрание по Люцинскому уезду руководила Уездная избирательная комиссия в составе председателя, административного судьи по Люцинскому уезду Е. Г. Морманна, товарища председателя Я. И. Нобеля, мировых судей Я. И. Вабеля и А. И. Чернецкого, представителей уездной земской управы М. А. Дембинского и П. А. Муйзенека. Членами комиссии от городской думы Люцина были Е. И. Штернин и Р. Ш. Поляк, от городской управы — П. А. Предит и Н. П. Рудковский, а также два представителя от латгальских избирательных списков: социалистов-федералистов и крестьян Латгалии (№ 11) и латышей демократов-националистов (№ 12). В выборах участвовало 14 кандидатских списков от политический партий и общественных организаций. Согласно официальным данным в процентном соотношении список № 1 (партия социалистов-революционеров (эсеров)) получил 15,2 % голосов избирателей, № 2 (трудовая народно-социалистическая партия) — 0,3 %, № 3 (партия кадетов) — 0,7 %, № 4 (Латгальская социалистическая партия трудового народа) — 4,7 %, № 5 (РСДРП(б)) — 54,9 %, № 6 (блок Витебского белорусского народного союза и Союза православных и единоверческих приходов Полоцкой епархии) — 0,8 %, № 7 (еврейский национальный избирательный комитет) — 4,6 %, № 8 (Витебский губернский союз земельных собственников и общество старообрядцев Витебской губернии) — 0,7 %, № 9 (РСДРП (объединӫнная) и Бунд) — 0,6 %, № 10 (объединённые польские организации) — 0,5 %, № 11 (социалисты-федералисты и крестьяне Латгалии) — 12 %, № 12 (латыши демократы-националисты) — 4,6 %, № 13 (крестьяне Витебской губернии) — 0,3 %, № 14 (граждане Болецкой волости Городокского уезда) — 0,1 % голосов.
Победе партии большевиков (РСДРП(б)) в Люцинском уезде в большой мере способствовало то, что в нарушение указания начальника штаба Двинского военного округа солдаты Северного фронта русской армии, расквартированные в большом количестве в латгальских уездах Витебской губернии и находившиеся под влиянием большевиков, обязанные голосовать отдельно от гражданского населения, проголосовали вместе с ними.
3—4 декабря 1917 года в Режице состоялся Съезд Советов латгальских уездов Витебской губернии (латыш. Vitebskas guberņas latgaliešu apriņķu padomju kongress), или Второй Латгальский конгресс (латыш. Otrais Latgales kongress). По инициативе конгресса Совет Народных Комиссаров РСФСР 14 декабря 1917 года принял постановление о передаче Двинского, Режицкого и Люцинского уездов из состава Витебской губернии в состав Лифляндской губернии.
В связи со срывом переговоров в Брест-Литовске германские войска 18 февраля 1918 года начали повсеместное наступление на Восточном фронте. В этот же день ими был занят Двинск, а 22 февраля — Режица.
Вечером 22 февраля 1918 года в оставленный за день до этого отступающей русской армией город вошла рота солдат германской армии. За день до оккупации город был обстрелян пулемётным огнём с аэроплана, что вместе с занятием без боя Люцинской железнодорожной станции прибывшим из Режицы на поезде подразделением германских войск, вызвало панику у городских жителей, и ускорило паническое бегство отступающих русских частей.
В результате Ноябрьской революции в Германии и провозглашения её республикой 9 ноября 1918 года уже 11 ноября ею было подписано Компьенское перемирие, означавшее капитуляцию Германии и окончание Первой мировой войны. Воспользовавшись создавшейся ситуацией, 13 ноября 1918 года Советское правительство аннулировало Брест-Литовский мир, а 29 ноября В. И. Ленин отдаёт указание главнокомандующему Вооружёнными Силами РСФСР латышу Иоакиму Вацетису оказать поддержку в установлении советской власти на оккупированных Германией территориях.
В то же время 17 ноября 1918 года в Риге в результате слияния Временного национального совета Латвии и Демократического блока при содействии германского уполномоченного Августа Виннига был сформирован Народный совет Латвии, провозгласивший 18 ноября 1918 года независимую Латвийскую Республику. 19 ноября 1918 года было создано временное правительство во главе с Карлисом Улманисом, которое 26 ноября 1918 года было признано де-факто Германией.
Германская оккупация Люцина закончилась в 7 часов утра 28 ноября 1918 года в связи с капитуляцией Германии в Первой мировой войне. По Компьенскому договору между Антантой и Германией последняя должна была денонсировать Брест-Литовский договор и сохранять своё военное присутствие на оккупированных территориях России до прибытия войск Антанты. Однако по негласной договорённости с германским командованием территории, с которых выводились германские войска, занимали части Красной Армии РСФСР. Так, уже через три часа после вывода из города германских войск, в него вошёл отряд красноармейцев.
Советская власть в Лудзе продержалась дольше, чем на других территориях Латвийской социалистической советской республики: почти 2 года. Уездный исполнительный комитет Совета рабочих, солдатских и крестьянских депутатов успел национализировать землю, ввести восьмичасовой рабочий день, увеличить заработную плату, улучшить жилищные условия. Стали открываться детские сады, вечерние школы, клубы, курсы. Количество рабочих увеличилось вдвое. На митинге в честь 2-й годовщины революции командир роты Лудзенского гарнизона И. Фёдоров доложил, что Латышскую стрелковую дивизию пополнили 29 добровольцев из Люцина, из них 17 коммунистов, одним из которых был Иван Строд — будущий герой Гражданской войны.

## Лудза в составе Латвийской Республики
В ночь с 20 на 21 января 1920 года части Красной Армии и советское руководство города поспешно оставили Люцин. Чтобы не допустить хаоса безвластия, власть в городе перешла в руки срочно созданного временного гражданского комитета из восьми человек под председательством частного поверенного А. А. Букловского. 24 января в город для разведки прибыло подразделение Латвийской Армии, опубликовавшее воззвание с призывом к сохранению мира и спокойствия, и объявившее о восстановлении частной собственности и свободы торговли. 26 января 1920 года в Люцин вошёл 2-й Вентспилсский пехотный полк подполковника Яниса Эзериньша, торжественно встреченный городским комитетом и лояльными к новой власти местными жителями.
Люцин де-факто стал частью Латвийской Республики. 30 января 1920 года между Латвийской Республикой и РСФСР было заключено перемирие, а 1 февраля 1920 года подписан дополнительный договор, определивший установившуюся линию фронта в качестве демаркационной линии. 11 августа 1920 года в Риге был подписан Рижский мирный договор, по которому Люцин стал частью Латвийской Республики де-юре.
В 1920 году просуществовавшее несколько веков название города Люцин было изменено на латышское Лудза. С переименованием города Лудза стала административным центром Лудзенского уезда (латыш. Ludzas apriņķis), просуществовавшего до административно-территориальной реформы 1949 года.
3 октября 1921 года в Лудзе начала свою работу частная Лудзенская реальная гимназия (латыш. Ludzas reālģimnāzija) под руководством директрисы Фелиции Брице (Felicija Brice, 1888—1954), которая в апреле 1925 года перешла в государственное подчинение и до 1940 года называлась Лудзенской государственной гимназией (латыш. Ludzas valsts ģimnāzija).
16 июля 1922 в Лудзе вышел первый номер еженедельной газеты на русском языке «Народная газета». Это издание Союза беспартийных латгальцев под редакцией Станислава Кублицкого прекратило своё существование после третьего выпуска.
С началом всё более заметной белорусской общественно-политической активности в Латвии к осени 1919 года, белорусское население Лудзы также приняло в ней непосредственное участие. Летом 1921 года было создано лудзенское отделение товарищества «Бацькаўшчына», при поддержке которого, и при субсидии от Белорусского отдела Министерства образования 1 сентября 1922 года, несмотря на сопротивление русского и польского населения города, добивавшегося от городских властей недопущения предоставления белорусам Лудзы возможности получения образования на родном языке, была открыта частная Лудзенская белорусская гимназия с 59 учащимися. С 1 августа 1923 года гимназия переходит в государственное подчинение с полным финансированием от Министерства образования. Первыми директорами гимназии были Г. С. Плыгавко и А. Н. Орлов, которого в апреле 1923 года сменил К. Б. Езавитов, стараниями которого стал выходить школьный ежемесячный журнал «Ластаўка» (вышло 9 номеров), где публиковались стихи учащихся и другие материалы, а в 1924 году был издан (на гектографе) рукописный сборник стихов гимназистов; так же им в мае 1923 года был создан скаутский кружок (вначале как звено первого в Латвии белорусского 45 отряда латвийских скаутов Даугавпилской белорусской гимназии), впоследствии ставший 63 отрядом скаутов, запрещённый властями в апреле 1924 года, а также запрещённый в 1925 году созданный в июне 1923 года 32 отряд гайд. Кроме того, в 1922 году при гимназии был организован ученический театральный кружок. В связи с проходившим в 1924-25 годах так называемым «белорусским процессом» над белорусскими преподавателями по обвинению в сепаратизме (впоследствии оправданными), К. Б. Езавитов был отстранён от должности директора в апреле 1924 года и арестован. Вслед за ним был арестован и исполняющий обязанности директора гимназии В. В. Пигулевский; а 10 июля 1925 года Министерство образования приняло решение о закрытии гимназии, в четырёх классах которой на тот момент обучалось 45 учеников, последним директором которой был А. И. Шкультин. За время своего существования гимназия успела сделать один-единственный выпуск: в 1925 году успешно закончили курс 6 выпускников.
В 1923 году Сейм (парламент) Латвийской Республики принял «Закон о гербах учреждений самоуправлений», обязывавший управы каждого города использовать герб. Имевшиеся гербы, как правило, содержали символику Российской империи, что не увязывалось с идеологией только недавно провозглашённого независимого государства. Для решения этого и других вопросов этим же законом учреждался Геральдический комитет. К концу 1924 года Геральдический комитет принял 37 городских гербов и два герба местечек, включая новый герб Лудзы (автор — известный латвийский художник Рихард Заринь, Rihards Zariņš). Все они были утверждены Президентом Латвии Янисом Чаксте 31 октября 1925 года.
11 июня 1938 года в доме Мордуха Бунимовича (в 1930-х гг. владелец большого писчебумажного магазина в Лудзе) начался самый разрушительный в истории Латвии пожар, уничтоживший 371 здание. За медицинской помощью обратились 200 человек, тяжёлые ожоги получили трое.

## Лудза в составе СССР

### Предвоенные годы
5 октября 1939 года был подписан Пакт о взаимопомощи между СССР и Латвией сроком на 10 лет, предусматривавший ввод в последнюю 25-тысячного контингента советских войск. Когда стало ясно, что французская кампания Германии завершится капитуляцией Франции, Советский Союз озаботился ликвидацией «прибалтийского плацдарма». 16 июня 1940 года предъявил Латвии ультиматум с требованием привести к власти дружественное СССР правительство и допустить на её территорию дополнительный армейский контингент. Условия были приняты. 14 июля 1940 года были проведены внеочередные парламентские выборы, победу на которых одержало прокоммунистическое объединение Блок трудового народа. 21 июля 1940 года новоизбранный Народный Сейм провозгласил создание Латвийской Советской Социалистической Республики, а 5 августа Латвия вошла в состав СССР как одна из союзных республик.
После вхождения Латвии в состав СССР в 1940 году старая и строящаяся новая лютеранские кирхи были национализированы (дом пастора был национализирован в 1944 году). Внутреннее убранство старой кирхи было либо разграблено, либо уничтожено. Уцелела лишь алтарная картина, переданная на хранение в Лудзенский краеведческий музей. В собственности общины осталась лишь часовня.
14 июня 1941 года на основании «Директивы НКВД СССР о выселении социально-чуждого элемента из республик Прибалтики, Западной Украины и Западной Белоруссии и Молдавии» из Лудзы во внутренние районы СССР были депортированы 107 человек.

### Немецкая оккупация и холокост
В составе СССР Лудза просуществовала меньше года: уже в начале июля 1941 года она была оккупирована войсками Третьего Рейха.
3 июля 1941 года в Лудзу без боя вошли войска вермахта. Лудза становится частью Динабургской окружной области (нем. Kreisgebiete Duenaburg) генерального округа Латвия созданного 1 сентября 1941 года рейхскомиссариата Остланд. 18 ноября 1941 года было создано Министерство оккупированных восточных территорий и предоставлено местное самоуправление в генеральных округах рейхскомиссариата, при полном сохранении верховной власти германских генеральных комиссаров.

#### Холокост в Лудзе
По переписи населения 1935 года в Лудзе жили 1518 евреев — 27 % всех жителей. До установления советской власти в 1940 году из 302 городских магазинов и мастерских в собственности или аренде у евреев находилось 191 предприятие, то есть 63 %.С началом войны около 300—400 евреев Лудзы и беженцев эвакуировались в глубь территории СССР.
Первой антиеврейской акцией новой власти стал арест беженцев из Латвии и Литвы, в большинстве своём женщин и детей, всего около 150 человек, помещённых в городскую тюрьму. В ночь на 15 июля 1941 года часть арестованных была расстреляна.
20 июля 1941 года было создано гетто, в котором находилось около 1000 человек. Евреи в гетто подвергались грабежу, издевательствам и насилию; за малейшее сопротивление расстреливали на месте.
Первый массовый расстрел узников гетто произошёл в конце июля 1941 года: по приказу немецкого коменданта города расстреляли около 40 нетрудоспособных евреев. Второй, самый массовый расстрел, в котором было расстреляно около 800 человек, произошёл 17 августа 1941 г..
В ночь на 27 августа 1941 года по приказу коменданта гетто были доставлены около 30 молодых евреек. Все женщины были изнасилованы, а на рассвете расстреляны.
Всего в Лудзе погибло около 1200 евреев. До 150 из них были беженцы из других районов Латвии и Литвы. Из евреев Лудзы, оказавшихся в оккупации, спаслось 4 человека.
Часть домов и земельных участков расстрелянных евреев, а также горожан, бежавших в Россию, были национализированы. По сведениям Лудзенского городского отдела жилищного хозяйства, на 3 июля 1942 года из 137 национализированных домов 70 принадлежало евреям, из 256 квартир 186 принадлежало евреям, из 106 земельных участков 54 были еврейской собственностью. Из не национализированного к этому времени недвижимого имущества в справке указано: домов — 258, из них принадлежали евреям 250; квартир — 280, из них принадлежали евреям 268; земельных участков — 208, из них принадлежали евреям 200. Часть домов и квартир евреев были переданы местным жителям. В 1942—1944 годах в Лудзе появляются жители из окрестных деревень: они либо покупают, либо арендуют дома убитых евреев у городского управления. В 1943 году в Лудзе появляются несколько десятков семей — беженцев из России. Они тоже арендуют жильё уничтоженных. Некоторые из них остались в Лудзе после войны и дома остались в их собственности.
Ещё до переселения в гетто все еврейские дома и квартиры подверглись грабежам. После отправки евреев в гетто немцы и полицейские возвращались в пустые дома и забирали все лучшее, часть вещей, оставленных евреями, описала городская управа. Имущество и ценные вещи, отобранные в местах расстрелов, были поделены между убийцами. Часть имущества убитых евреев поступала в специализированные склады, откуда отправлялась в Германию. Другая — распределялась по специальным спискам для работавших в немецких учреждениях, а также в магазины, где их покупали местные жители. Были ограблены синагоги города. Вся серебряная утварь по приказу немцев была передана им. Священные книги были или сожжены, или использовались местными жителями для хозяйственных нужд.
6 января 1942 года в Гарбаровском лесу были расстреляны около 130 цыган Лудзы.

#### Освобождение города
В результате начавшегося в 4 часа утра боя, уже к 8 часам 23 июля 1944 года силами 90-го гвардейского стрелкового полка подполковника В. Н. Андроникова 29-й гвардейской стрелковой дивизии при поддержке 19-го гвардейского стрелкового полка подполковника И. Д. Курганского и 23-го гвардейского стрелкового полка подполковника Г. И. Ломова 8-й гвардейской стрелковой дивизии 10-й гвардейской армии 2-го Прибалтийского фронта из Лудзы были выбиты части 126-й пехотной дивизии Вермахта под командованием генерал-лейтенанта Готхарда Фишера (Gotthard Fischer). При отступлении немцы взорвали недавно построенную городскую больницу, а здание почты, построенное в 1929 году архитектором Давидом Зариньшем, спас советский солдат, который заметил горящий бикфордов шнур и моментально его перерезал. Взрывчатка, подложенная под здание, была обезврежена.
В середине дня 23 июля тыловые подразделения 8-й гвардейской стрелковой дивизии были расквартированы в городе. Они организовали разминирование улиц и строений и взятие под охрану складов с оружием, боеприпасами и горючим. Вместе с ними в Лудзу прибыли представители партийных и советских органов, следовавшие за войсками, чтобы подготовить здания для размещения ЦК Коммунистической партии Латвии и Совета Народных Комиссаров Латвийской ССР.
В тот же день в городском парке был похоронен погибший в бою при освобождении Лудзы командир роты 23-го полка 8-й гвардейской стрелковой дивизии Герой Советского Союза лейтенант В. И. Зайцев.

#### Восстановление хозяйства
26 июля 1944 года в Лудзе собрался пленум ЦК Компартии Латвии. Он обсудил вопрос о состоянии народного хозяйства в освобождённых районах Латвийской ССР.
В августе 1944 года в Лудзе на латгальском и русском языках начала выходить газета «Лудзенская правда» (латыш.  Ludzas Taisneiba), в 1961 году сменившая своё название на «За победу коммунизма» (латыш. Par Komunizma Uzvaru). С восстановлением независимости Латвийской Республики название газеты в 1990 году изменено на «Лудзас Земе» (латыш. Ludzas Zeme).
9 сентября 1944 года решением ЦК Компартии Латвии и Бюро Совета министров было введено всеобщее семилетнее образование, база которого была обеспечена к 1950 году. Были открыты вечерние школы для работающей молодёжи.
С 1947 по 1956 год в старом здании лютеранской кирхи размещался краеведческий музей, в дальнейшем — актовый и спортивный зал. Новое, недостроенное здание кирхи было перестроено под кинотеатр (кинотеатр «Искра» был снесён в 1974 году, а на его месте в 1981 году разбит сквер и установлен демонтированный в настоящее время памятник Ленину).
25 марта 1949 года на основе постановления Совета министров СССР за № 390—138сс от 29 января 1949 года и приказа от 12 марта 1949 года министра внутренних дел СССР № 00225 «О выселении с территории Литвы, Латвии и Эстонии кулаков с семьями, семей бандитов и националистов» (операция «Прибой») из Лудзы во внутренние районы СССР были депортированы 39 человек.
В результате административно-территориальной реформы 1949 года, с 31 декабря был упразднён Лудзенский уезд, и Лудза стала административным центром Лудзенского района, просуществовавшего до 2009 года.
В Лудзе начало развиваться производство: на территории бывшей деревообрабатывающей мастерской, где 10 работников выпускали табуретки и кровати, начал строиться завод «Металлист», выпускавший продукцию из оцинкованной жести. На нём было занято 750 человек.
В городе были открыты филиал рижского производственного объединения «Коммутатор», филиал Резекненского транспортного объединения № 7, районное объединение «Латвсельхозтехника», молочный завод, районная межколхозная строительная организация.
Были построены Дом культуры, в котором работали 18 кружков, духовой оркестр, получивший в 1975 году бронзовую медаль ВДНХ, две библиотеки с общим книжным фондом более 80 тысяч томов, музыкальная школа с шестью отделениями. спортивная школа.

## Новейшая история
4 мая 1990 года была принята Декларация Верховного Совета Латвийской ССР о восстановлении независимости Латвийской Республики. 6 сентября 1991 года Госсовет СССР принял постановление о признании независимости Латвийской Республики.
С 1 июля 2009 года, после ликвидации районов в Латвии, Лудза — центр Лудзенского края (латыш. Ludzas novads).